# Cleoeromene
Cleoeromene é um gênero de mariposa pertencente à família Crambidae.